# West Coast Express
De West Coast Express is een stoptrein die het centrum van Vancouver verbindt met de steden Mission, Maple Ridge, Pitt Meadows, Port Coquitlam, Coquitlam, en Port Moody.
De route wordt geëxploiteerd door TransLink, maar de treinstellen worden onderhouden door VIA Rail, dat terwijl de treinsporen toebehoren aan Canadian Pacific Railway.

## Diensten
De lijn begint bij het Waterfront Station in het centrum van Vancouver en het duurt 73 minuten voordat de trein haar eindbestemming heeft bereikt in Mission. Op doordeweekse dagen vertrekken er per dag vijf treinen in een richting. In de nacht rijden er ook nog eens drie TrainBus-diensten, die stoppen op alle treinstations. Die TrainBus-dienst rijdt ook driemaal op zaterdag en tweemaal op zondag.